# Historiografía trágica
La historiografía o historia trágica en la historiografía griega hace referencia a una supuesta escuela historiográfica característica de época helenística. El concepto fue desarrollado por el filólogo alemán Eduard Schwartz, aunque hoy muchos historiadores prefieren no hablar de una escuela historiográfica stricto sensu.

## Definición
Miguel Ángel Rodriguez Horillo habla de "un tipo de narración caracterizada por despertar en el lector una carga emotiva muy fuerte, como ocurría en la tragedia, más allá de la simple elaboración formal".
Una de las mayores problemáticas a la hora de caracterizar la historiografía trágica es que la obra de sus supuestos representantes no se conserva, y debemos basarnos en la opinión de su crítico, Polibio. 

## Autores
Entre los autores que se han relacionado con la historiografía trágica encontramos a:
- Duris de Samos
- Filarco
- Timeo de Tauromenio